# シャーマン (アルバム)
シャーマン（Shaman）は、アメリカのラテン・ロック・バンド、サンタナが2002年に発表したアルバム。前作同様、アルバム全体のプロデュースはクライヴ・デイヴィスとカルロス・サンタナが行った。

## 解説
前作『スーパーナチュラル』（1999年）が、グラミー賞9部門獲得という記録的ヒットになったのを受けて、本作でも様々なゲストを起用した路線が取られた。ゲストの幅は前作以上に広く、ポップスのミシェル・ブランチやロックのチャド・クルーガー（ニッケルバック）から、ラテン音楽のアレハンドロ・レルネル、クラシック界のプラシド・ドミンゴまで参加。また、前作の大ヒット・シングル「スムーズ」を歌ったロブ・トーマス（マッチボックス20）も、本作では曲作りに貢献し、「ナッシング・アット・オール」と「ユー・アー・マイ・カインド」にクレジットされている。「アイエ・アイエ・アイエ」には、サンタナのオリジナル・メンバーであるマイケル・シュリーヴも参加。前作ほどのヒットとはならなかったが、それでも全米1位を獲得。
全米5位のシングル・ヒットとなった「ザ・ゲーム・オブ・ラヴ」は、グラミー賞ベスト・ポップ・コラボレーション部門を受賞。同曲は、後にミシェル・ブランチのアルバム『ホテル・ペイパー』日本盤（2003年）にボーナストラックとして収録された。

## 収録曲
1. アドーマ - "Adouma"
2. ナッシング・アット・オール - "Nothing At All"
featuring ミュージック・ソウルチャイルド
3. ザ・ゲーム・オブ・ラヴ - "The Game Of Love"
featuring ミシェル・ブランチ
4. ユー・アー・マイ・カインド - "You Are My Kind"
featuring シール
5. アモーレ - "Amoré(Sexo)"
featuring メイシー・グレイ
6. フー・フー - "Foo Foo"
featuring タブー・コンボ
7. ヴィクトリー・イズ・ウォン - "Victory Is Won"
8. アメリカ - "America"
featuring P.O.D.
9. サイドウェイズ - "Sideways"
featuring シチズン・コープ
10. ホワイ・ドント・ユー・アンド・アイ - "Why Don't You & I"
featuring チャド・クルーガー
11. フィールズ・ライク・ファイアー - "Feels Like Fire"
featuring ダイド
12. レット・ミー・ラヴ・ユー・トゥナイト - "Let Me Love You Tonight"
13. アイエ・アイエ・アイエ - "Aye Aye Aye"
14. ホイ・エ・アディオス - "Hoy Es Adios"
featuring アレハンドロ・レルネル
15. ワン・オブ・ジーズ・デイズ - "One Of These Days"
featuring オゾマトリ
16. ノウス - "Novus"
featuring プラシド・ドミンゴ

## 演奏メンバー
- カルロス・サンタナ (Carlos Santana) - ボーカル、ギター、キーボード、ティンバレス、レインスティック
- マイケル・シュリーヴ (Michael Shrieve) - ドラム
- デニス・チェンバース (Dennis Chambers) - ドラム
- カール・ペラッツォ (Karl Perazzo) - ティンバレス、コンガ、パーカッション
- ラウル・レコウ (Raul Rékow) - コンガ、パーカッション
- チェスター・D・トンプソン (Chester D Thompson) - キーボード
- ベニー・リートヴェルド (Benny Rietveld) - ベース
- トニー・リンジー (Tony Lindsey) - ボーカル
- アンディ・ヴァ―ガス (Andy Vargas) - ボーカル
- ジョン・ギンティ (John Ginty) - オルガン、キーボード
- ポーリン・テイラー (Pauline Taylor) - バック・ボーカル
- ビル・オーティス (Bill Ortiz) - トランペット
- アルトゥーロ・ヴェラスコ (Arturo Velasco) - トロンボーン

上記メンバーを中心に、数多くのゲスト・プレイヤーが参加。
- ミュージック・ソウルチャイルド (Musiq) – リード・ボーカル
- ミシェル・ブランチ (Michelle Branch) – ギター、リード・ボーカル
- シール (Seal) – リード・ボーカル
- メイシー・グレイ (Macy Gray) – リード・ボーカル
- タブー・コンボ (Tabou Combo) – リード・ボーカル
- P.O.D. – リード・ボーカル
- シチズン・コープ (Citizen Cope) – リード・ボーカル
- チャド・クルーガー (Chad Kroeger) – リード・ボーカル
- ダイド (Dido) – リード・ボーカル
- アレハンドロ・レルネル (Alejandro Lerner) – リード・ボーカル
- オゾマトリ (Ozomatli) – リード・ボーカル
- プラシド・ドミンゴ (Plácido Domingo) – リード・ボーカル
- Rusty Anderson – ギター
- Francis Dunnery – ギター
- Al Anderson – ギター
- Sergio Vallín – ギター
- J. B. Eckl – ギター
- Raul Pacheco – ギター、パーカッション
- Tim Pierce - ギター
- R.J. Ronquillo - ギター
- Dave Randall - ギター
- Mats Berntoft - ギター
- Sebastian Nylund - ギター
- Henrik Jonback - ギター
- Klaus Derendorf - ギター
- Jeeve - ギター、プログラミング
- René Martinez - アコースティックギター
- Rene Toledo - アコースティックギター
- Rick Nowels - アコースティックギター、キーボード、ボーカル
- Manny Lopez - アコースティックギター
- Martin McCoy - アコースティックギター
- Fernando“Toby”Tobon - ベース、ギター、マンドリン、ボーカル
- Me'Shell NdegéOcello - ベース
- Tom Barney – ベース
- Juan Calleros – ベース
- Leland Sklar – ベース
- Mike Porcaro – ベース
- George Whitty – キーボード
- Loris Holland – キーボード
- Alberto Salas – キーボード
- Andres Munera - キーボード
- Jose Gaviria - キーボード、ボーカル
- Lester Mendez - キーボード、パーカッション
- Mark Bates - キーボード
- Sister Bliss - キーボード
- Dante Ross – プログラミング
- John Gamble – プログラミング
- Kobie Brown – プログラミング
- Che Pope – プログラミング
- Mike Mani – プログラミング
- Wayne Rodrigues - プログラミング
- K.C. Porter – プログラミング、、キーボード、アコーディオン、ボーカル
- Paquito Hechevaria - ピアノ
- Humberto Hernandez – パーカッション
- Luis Conte – コンガ、パーカッション
- Juan Losada - パーカッション
- Bashiri Johnson - パーカッション
- Jody Linscott - パーカッション
- Carter Beauford – ドラム
- Billy Johnson – ドラム
- Horacio Hernandez – ドラム
- Rodney Holmes – ドラム
- Jimmy Keegan – ドラム
- Gregg Bissonette – ドラム
- Brian Collier - ドラム
- Rodney Blade - ドラム
- Alex González – ドラム、バック・ボーカル
- Jose Abel Figueroa –トロンボーン
- Mic Gillette –トロンボーン、トランペット
- Marvin McFadden – トランペット
- Jeff Cressman – トロンボーン
- Jose Abel Figueroa – トロンボーン、トランペット
- Javier Melendez – トランペット
- Marty Wehner - トロンボーン
- Jesus“Chuchie”Jorge - トロンボーン、トランペット
- Julius Melendez - トランペット
- Ed Calle - サクソフォーン
- Danny Wolinski – サクソフォーン、フルート
- Steve Touré – トロンボーン
- Ramon Flores – トロンボーン
- Earl Gardner – トランペット、フリューゲルホルン
- Joseph Daley – チューバ
- Joseph Herbert – チェロ
- Daniel Seidenberg – ヴィオラ
- Hari Balakrisnan – ヴィオラ
- Jeremy Cohen – ヴァイオリン
- Lenesha Randolph – バック・ボーカル
- Gonzalo Chomat – バック・ボーカル
- Chad & Earl – バック・ボーカル
- Fher – バック・ボーカル
- Jeanie Tracy – ボーカル
- Kike Santander - ボーカル
- Cori Rooney - ボーカル
- Shelene Thomas - ボーカル
- Niki Harris - ボーカル
- Siedah Garrett - ボーカル
- Dawn Beckman - ボーカル
- Sy Smith - ボーカル
- Ola Taylor - ボーカル
- Jeanette Olsson - ボーカル